# 片岡直輝

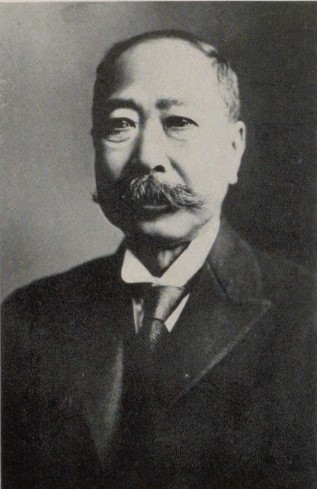
片岡直輝

片岡 直輝（かたおか なおてる、安政3年7月3日（1856年8月3日） - 昭和2年（1927年）4月13日）は、明治・大正・昭和初期の実業家。貴族院議員。土佐国出身。片岡直温の兄。戦前の関西経済を牽引した人物の一人であった。

## 生涯

### 出生から日銀退職まで
1856年（安政3年）7月3日、父・孫五郎直英と母・信子の長男として土佐国高岡郡半山郷永野村（現高知県津野町永野）で誕生する。
生家は近隣に家のない寂しい一軒家であったが、直輝や弟・直温が幼少時代を過ごした時期は幕末であり、その立地条件から勤王の志士に秘密の集会所として、また潜伏場所としてたびたび利用された。その当時、直輝や直温はまだ少年であり、あまり深く関わることはなかったが、父・直英は勤王に傾倒していたため、私財を投じて支援した結果、家計は火の車であった。さらに追い打ちをかけるように、その父が病没してしまい多大な借金だけが残され、母・信子は借金を返すため昼夜を問わず働き続け、また直温は東林寺に預けられて兄弟は別れることとなった。直輝は勉学に励み、14歳の時に十数人の弟子を取り、わずかの報酬ながら家計を助けた。
その後、信子が直温を寺より引き取ることとなり、直温に信子と家のことを頼み1873年（明治6年）5月、16歳の時に上京する。上京後は親族に寄食し、まず電信学校に入学したが志に合わず、その後1874年（明治7年）に海軍主計学校へ入学することとなる（両校とも就学中は学費が必要なかった）。随行員や軍艦の員外乗船などを経験し、1878年（明治11年）、海軍主計学校卒業とともに海軍主計副として海軍入りする。主計課長心得、中主計を経て1886年（明治19年）、西郷従道海相が欧米各国へ派遣されるにあたり、その随行員として抜擢されたことに合わせ海軍大主計となる。帰国後は、海相外遊中の残務の取り扱いなどを代行、フランスへの派遣、また「厳島」主計長の兼任など尽力したが、1891年（明治24年）9月、その任を解かれ武官時代に終わりを告げることとなった。なお退役は1906年（明治39年）7月1日である。
海軍を去った後の1892年（明治25年）7月、直輝と同郷であった河野敏鎌内務大臣の推挙を受け秘書官に任命されて文官時代が始まった。同年9月、河野内相が文部大臣になると再び文相秘書官となるが、1893年（明治26年）3月、文相が井上毅へ親任されるに際して依願免官となると、内務省に復帰し大阪書記官に任命される。上水道敷設、大阪港建設、下水道整備などを指揮し才腕を振るったが、1896年（明治29年）4月、内務省を去り文官時代を終える。
そして同年6月、日本銀行に入行する。まずは見習いとして銀行の実務を経験し、同年10月に大阪支店長心得に、そして1897年（明治30年）2月、大阪支店長に抜擢をされる。当時の日銀大阪支店長といえば関西財界を支配する力があり、1899年（明治32年）3月に日本銀行支配役を免ぜられるまでの日銀時代に、後の実業家としての地盤が築かれることとなる。

### 実業家として

#### ガス事業関連
日銀を去った後の1899年（明治32年）、大阪瓦斯の社長に推挙され、同社社長となる。大阪瓦斯の設立は1896年（明治29年）だが、その後に襲った経済不況によって経ち行かなくなり名義だけの存在となっていた。それを浅野総一郎が株式の過半数を取得・買収した後、関西経済に通じている直輝を同社社長として迎えた、という経緯がある。また、この当時は外資を積極的に受け入れて経済を活性化させようという動きがあり、米国人投資家や技術者と話の折り合いをつける調整役として、海軍時代の経験で外国語に堪能だった直輝は適任であったといえる。第一次世界大戦時の物価高騰に伴うガス料金引き上げが大阪市の反対に遭い遂行できず、その後業績が悪化したことを理由に1917年（大正6年）7月、同社社長を解任される。
日露戦争時の策源地（兵站のための後方基地）であった広島市において支店を開設した際、広島の人々と交友を深めた関係で、大林芳五郎の要請により広島瓦斯の設立に協力、設立後の同社社長を務め、同社の基礎を築き上げた。それと同時に広島電気軌道の取締役にもなったが、1913年（大正2年）2月に両社を退任する。
1907年（明治40年）頃、全国主要都市においてガス会社が相次いで設立される。大阪市では前述の大阪瓦斯があったが、隣接する堺市にはガス会社がなく、大阪瓦斯が堺市のガス事業を行なうことが検討された。しかし、それを行なうには株主総会を経て定款を変更することや、大阪市の同意を必要とすることなど、早期の立ち上げが困難だったことから堺瓦斯を新たに設立し、大阪瓦斯社長を解任されるまで堺瓦斯社長も兼任した。
ガス製造を行なう際、副産物としてコールタールが得られるが、それを有効利用するために蒸留してクレオソート油を製造し、木材防腐用として販売することが検討され、東洋木材防腐が設立される。実業界を去るまで同社取締役を務めた。

#### 電気鉄道関連
明治30年代、大阪市と紀州方面を結ぶ鉄道会社は南海鉄道と高野鉄道があったが設備が十分でなく、また南海鉄道南海本線は所要時間2時間以上であったため、絶対的な輸送力が不足していた。そこで大阪市と堺市を結ぶ阪堺電気軌道が1909年（明治42年）12月に設立され、同社社長を務めることとなる。阪堺電気軌道は南海鉄道と路線が競合していたため、両社間において競争が起こったが、不毛な競争を終息させるため両社間で合併協議がなされ、1915年（大正4年）、南海鉄道が阪堺電気軌道を吸収合併することと決まり、面目上、阪堺電気軌道側から南海鉄道社長が選出されることになったため、引き続き南海鉄道の社長となる。だが、直輝は有能だった南海電鉄側の大塚惟明に実務を任せることにしたため、その報告を聞き協議するだけの立場にとどめた。1922年（大正11年）9月、貴族院議員に勅選されていたことや実業界から身を引くことを決意していたため、辞表を提出し、その後は相談役として同社と関わった。次期社長は大塚惟明に決まったが、健康上の理由により早期の後継者を選出する必要が出たため、その選出に関わることとなる。
1907年（明治40年）4月、阪神電気鉄道の株主総会が開かれたが、それに先立ち社長であった外山脩造が引退し、総会時は社長は空席のままだった。そのため直輝を社長に、という打診があったが、この際はガス事業の事情により辞退する。1910年（明治43年）12月、北大阪電気軌道が設立され同社取締役となるが、わずか数ヶ月で阪神電鉄に吸収合併されることとなり、阪神電鉄の取締役となった。1917年（大正6年）、今西林三郎が専務取締役の解任を申し出たことに際し、同年大阪瓦斯社長を解任されていたこと、関西の私鉄を一つにまとめ上げるという理想があったことなどがあり、この際は快く引き受け空席だった社長を務めることになった。南海鉄道や大阪電気軌道とも関係が深く、理想が実現する可能性は低くなかったが、結局その理想の実現には至らず、南海電鉄社長辞任と同じ理由により1922年（大正11年）社長を辞任する。
生駒トンネル建設に際し、多大な負債が発生した発注元の大阪電気軌道、また建設を担当した大林組を支援し再建する。それについては次節の北浜銀行関連に譲る。

#### 北浜銀行関連
1914年（大正3年）、大阪日日新聞に北浜銀行の経営放漫記事が掲載される。記事の内容はかなり誇張されたものであったが、全ての記事を荒唐無稽として排斥できない面もあったため、同年3月に取り付け騒ぎが起こる。最初の頃は、現在におけるコール市場より潤沢な資金が借りられたため大きな混乱は生じなかったが、日を追う毎に手形交換所を通じて巨額の引き出しをされるようになる。その動きを察知した直輝は渡辺千代三郎とともに、東京にあって未だ事情を知らない北浜銀行頭取岩下清周に無断で対策を講じる。まず取り付け騒ぎの原因となっている新聞記事の差し止めを求め大阪府知事や新聞社主宰と交渉し、その間に岩下へ電報を打電、急遽大阪に戻った岩下は自ら新聞社主宰を訪れ、記事停止の了解を得ることはできたが時既に遅く、その翌日には一時引き出しができない事態を生じる。北浜銀行に関係のある人々が急遽集められ対策を講じることとなったが、最初に支援を要請した藤田組の藤田平太郎男爵は先代の遺言により銀行と深い関わりを持つことを断られる。次の策として日本銀行支店へ北浜銀行の救済方法を相談すると、日銀本店に連絡し対策を講じてもらうこととなる。また24日、大阪手形交換所は大蔵大臣、日銀総裁に至急救援が必要との旨の陳情書を提出、大阪府知事からも救済を要請してもらう。同日中、日銀本店において北浜銀行を特別融通により救済することが決議されたが、この融通は300万円が限度とされ、わずか3日後には再び引き出しができなくなる。再度善後策を講じることになり渡辺が日銀支店に相談すると、日銀総裁と大蔵大臣が協議して北浜銀行重役が責任を負うならば必要資金を融通する用意があることを聞き出し、最も了解が得られにくいと思われた藤田男爵の了解を取り付けるべく、藤田男爵から最も信頼の厚かった谷口房藏に説得を要請、夜を徹して説得に当たった結果、藤田男爵家からの承諾を得ることができ、29日から引き出しが可能となった。岩下はこの責任を取り頭取を辞することになり、次の頭取を決めることになったが、岩下を北浜銀行から完全排除すべきという考えの重役が新頭取に杉村正太郎を立て重役会を刷新し、新体制で経営をスタートさせた。だが、それからすぐ同行名古屋支店において100万円の横領事件が発覚し、同年8月、臨時総会にて北浜銀行の事業継続は困難との理由を以て臨時休業を発表し解任を申し出る。このままでは銀行が破産してしまうため直輝は次の頭取を探すことになるが、なかなか良い人材は見つからなかった。同年11月、株式で成功していた高倉藤平が頭取になり北浜銀行は三度の出発となった。直輝がこの北浜銀行の危機に深く関わったのは、破綻が関西経済に容易ならざる悪影響を与えることもあったが、大阪電気軌道の経営破綻と、その先にある友人の大林芳五郎が社長を勤めた大林組の破綻があったからである。
北浜銀行に取り付け騒ぎが起こった一番の原因は、生駒トンネル建設工事で無謀とも思われる多額の資金を大阪電気軌道に貸し出したためである。実際、大阪電気軌道は生駒トンネルの建設費用により経営が圧迫され危機的状況に陥っていた。また、建設を請け負った大林組は約束手形が無価値同然となり、ほとんど支払いを受けられなかったため、こちらも危機的状況に陥った。大林組、北浜銀行を救済するためには大阪電気軌道を改革することが最も重要であったため、直輝はその改革に乗り出す。まず、北浜銀行と大林組を除く巨額の債権をもつ三井物産と協議し、改革案を案出する。さらに他の債権者を含む関係者から、社長などの推薦指名を委嘱された直輝は、大阪電気軌道の幹部に大槻龍治を中心として新たな体制を成立させる。その後、乗客数の増加や経費削減により大阪電気軌道の経営は改善することとなる。その一方で大林組の再建にも力を尽くす。大阪電気軌道発注工事での約束手形が無価値同然となっていたため、破綻による損失を少しでも軽減するべく、債権を持つ多数の銀行は差し入れている担保品にかかわらず回収に動いた。直輝はなんとか救済できないものかと渡辺とともに多数の銀行を奔走し、担保品による借入額を満額まで調達できるように交渉したが謝絶された。1915年（大正4年）、二十数万円の資金が調達できなければ強制処分すると、いくつかの銀行に通告される。渡辺は東京の岸淸一博士を訪ね、数万円を借り、また三井銀行から担保総額の約七掛けにあたる有価証券の提供と、直輝、渡辺、岸の3名による連帯債務とすることを条件に約20万円の資金を融通され、危急の事態は回避された。その後も家政整理に関わり、株式会社化された後も相談役として後援した。
1921年（大正10年）、北浜銀行で行員による株券偽造事件が発覚、損害額は八十数万円に上る。そしてその金銭的損害よりも信用的損害が大きいため、再度の取り付け騒ぎが起こってもおかしくない状況となった。直輝は渡辺千代三郎に銀行間の調整を要請し、渡辺の努力により損害賠償額の5分の1にて示談が成立、円満解決となり危機は回避された。北浜銀行はその後、1926年（大正15年）に三十四銀行と合併し、その歴史を閉じることとなる。

### 晩年
実業界から身を引く少し前の1920年（大正9年）6月2日、貴族院議員に勅選されたが、国政に翼賛するより他は煩累を避け、孫とともに悠々自適の生活を送った。
1926年（大正15年）12月、腹痛を覚える。膵臓炎と診断され治療を受けて一旦快方に向かうが、翌年の1927年（昭和2年）3月、十二指腸潰瘍を併発し、同年4月13日午前0時53分永眠する。享年72。墓所は大阪市南霊園。

## 栄典
- 1889年（明治22年）11月15日 - 正七位[4]
- 1915年（大正4年）11月10日  - 勲四等瑞宝章[5]
- 1927年（昭和2年）4月13日 - 正五位[6]・勲三等旭日中綬章[7]

外国勲章等
- 1887年（明治20年）9月9日付で佩用承認[8]。
  - ベルギー王国シュワリエードロルドルドレヲポール勲章
  - ロシア帝国神聖アンナ第三等勲章
  - イタリア王国ガバリエレデルオルディネサンマウリチョエラツアーロ勲章
  - フランス共和国オフィシェーダカデミー記章

## 親族
- 長男：直方（実業家、貴族院勅選議員）[9]